# 1028
1028 (MXXVIII) var ett skottår som började en måndag i den julianska kalendern.

## Händelser

### November
- 12 november – Zoë gifter sig med Romanos III Argyros som några dagar senare kröns till bysantinsk kejsare.

### Okänt datum
- Den dansk-engelske kungen Knut den store invaderar Norge och utropar sig till landets nye kung, sedan han har fördrivit den norske kungen Olav Haraldsson, som flyr till Novgorod. Knuts ställföreträdare blir ladejarlen Håkan Eriksson, som även var ladejarl 1012–1015 under den tidigare danska kungarna Sven Tveskägg och Harald II.
- Den danske kungasonen Sven Estridsson kommer i tjänst hos den svenske kungen Anund Jakob.
- Hos hammadiddynastin efterträds Hammad ibn Buluggin av al-Qaid ibn Hammad.

## Födda
- Robert av Molesme, cisterciensordens grundare.
- Vilhelm Erövraren, hertig av Normandie 1035–1087 och kung av England 1066–1087 (född omkring detta eller föregående år)

## Avlidna
- 15 november – Konstantin VIII, bysantinsk kejsare 1025–1028.
- Fujiwara no Michinaga, japansk regent.